# مارغريت الحلو
مارغريت الحلو لبنانية تعمل خبيرة «الزراعة» ومديرةً لمركز الأمم المتحدة للإعلام في بيروت.

## حياتها المهنية
مارغريت الحلو خبيرة «الزراعة» ومديرةً لمركز الأمم المتحدة للإعلام في بيروت. عيّن الأمين العام للأمم المتحدة (أنطونيو غوتيريس) اللبنانية (مارغريت الحلو) مديرة لمركز الأمم المتحدة للإعلام في بيروت، بعدما شغلت المنصب موقتاً قبل أربع سنوات، تمكنت خلالها من ترجمة أهداف التنمية المستدامة ضمن الخطة الأممية للعام 2030، ليغدو المركز الذي تأسس في العام 1962، الذي يخدم كلاً من لبنان، الأردن، سوريا،والكويت. حيث انه همزة وصل بين الإعلام اللبناني والعربي ومختلف المنظمات والمؤسسات العاملة في التنمية وفي الإضاءة على تحديات مثل الفقر والصحة والتعليم وتمكين المرأة والنمو وحماية البيئة والحوكمة.
في جُعبة الحلو خبرة في مجال الإعلام والاتصالات والعلاقات الدولية تفوق الـ15 عاماً اكتسبتها في الأمم المتحدة وخارجها، فإن البدايات ترجع إلى عشقها للأرض فتوجّهت إلى دراسة الهندسة الزراعيّة.
ومن العام 1997 حتى العام 2000، شغلت الحلو مناصب إدارية في أقسام المبيعات والتسويق والاتصالات الرقميّة في شركات زراعية لبنانية مختلفة.
أشرفت على عمل مركز الأمم المتحدة للإعلام في بيروت بصِفة مؤقتّه قادت خلالها بنجاح حملات إعلاميّة معقّدة إلى جانب وضع وتنفيذ استراتيجيات هَدفت إلى نشر رسائل الأمم المتحدة على نطاق واسع في المنطقة.
شغلت الحلو منصب المسؤولة الإعلاميّة في المركز بين الأعوام 2010 و2014،  مقدّمةً المشورة بشأن استراتيجيات التواصل والقرارات العمليّة المتعلٌّقة بأنشطة المركز التوعوية العامّة. ومن العام 2000 إلى العام 2007، قدّمت الدعم لمشاريع إستراتيجية في مجال التواصل لكبار المسؤولين الإعلاميين في مكتب الأمين التنفيذي للجنة الاقتصاديّة والاجتماعيّة لغربي آسيا (الإسكوا).
أما خارج الأمم المتحدة، فقد عملت الحلو في شركة «بروكتر وغامبل» (Procter and Gamble) في لبنان كرئيسة لقسم العلاقات العامة لدول الشرق الأدنى، وذلك بين الأعوام 2007 و2009 حيث عملت على تمتين العلاقات مع مختلف الأطراف ذات الصلة، ووضعت استراتيجيات التواصل للشركة.

## التحصيل العلمي
شهادة دكتوراه، علوم سياسية، 1978، كلية ماكسويل للمواطنية والشأن العام، جامعة سيراكوز، الولايات المتحدة الاميركية.
شهادة ماجستير، علوم سياسية، 1975، كلية ماكسويل للمواطنية والشأن العام، جامعة سيراكوز، الولايات المتحدة الاميركية.
بكالوريوس في الهندسة الزراعية من الجامعة الأميركيّة في بيروت.
وتُتقن الحلو اللغات العربيّة، والإنجليزية، والفرنسيّة.

## مجالات الخبرة
عمليات الدمقرطة
العلاقات الدولية (الشرق الأوسط)
السياسة في لبنان
منهجية البحث
مشاركة المرأة في السياسة